# Moses Orkuma
Moses Orkuma, de son nom complet Moses Terese Orkuma, né le 19 juillet 1994 à Gboko (Nigéria), est un footballeur international nigérian évoluant au poste de milieu de terrain au Raja Club Athletic.
Il reçoit sa formation footballistique dans différentes académies nigérianes avant de lancer sa carrière professionnelle avec le Lobi Stars FC. Il joue ensuite dans plusieurs championnats d'Afrique du Nord et du Golfe. En 2025, il rejoint le Raja Club Athletic. Il a également porté les couleurs du Nigeria en équipe nationale U20, participant à la Coupe du monde des moins de 20 ans 2013.

## Biographie

### Carrière en club
Moses Orkuma voit le jour le 19 juillet 1994 à Gboko où il commence à jouer au football dès l'âge de six ans.
Pendant ses années de scolarité au Lycée public de Gboko, il intègre l'Académie de football d'Abaya avant de rejoindre les juniors du club BBC Lions. Après sa promotion en équipe senior, il est retourné à Abaya. En 2009, il a rejoint le Babanawa FC, une équipe qui évolue alors en deuxième division nigériane. En 2011, il a été recruté par Lobi Stars FC.
En septembre 2013, Orkuma quitte son pays natal pour rallier Al-Ahly Benghazi, affirmant que « l'offre était meilleure que celles proposées en Europe ». Il a rejoint le club libyen pour un contrat d'un an. Il a fait ses débuts contre Al Olympic Zaouia à domicile (1-1).
En juin 2014, Okruma signe un contrat de quatre saisons avec le club tunisien de l'Étoile Sportive du Sahel.
Le 5 janvier 2016, il part en prêt Al-Ahli Tripoli jusqu'à la fin de la saison 2015-2016 . Le 17 janvier, il marque son premier but en amical contre l'Étoile olympique de Sidi Bouzid. En fin de saison, les deux clubs prolongent son prêt pour la saison 2016-2017.
Le 20 juillet 2017, il rejoint le Stade Gabésien pour deux ans en tant qu'agent libre.
Le 19 juin 2019, Orkuma a rejoint l'Union sportive monastirienne pour un contrat de deux ans. Il aide son équipe à se qualifier pour la première fois en Coupe de la Confédération en battant l'Espérance de Tunis en finale de la Coupe de Tunisie,. Son club a terminé troisième du championnat et Orkuma a été sélectionné dans l'équipe-type de la saison.
En 2020, il paraphe un contrat de deux ans avec Umm Salal SC, pour un transfert estimé à 500.000 dollars,. Il rallie ensuite Al Tadamon avant de revenir à Monastir.
Le 5 juin 2025, il signe un contrat de deux ans avec le Raja Club Athletic et rejoint Lassaad Chabbi qui l'avait côtoyé à Monastir en 2020.

### Carrière internationale
Moses Orkuma a décrit le fait de jouer pour l'équipe nationale nigériane des moins de 20 ans comme le point culminant de sa carrière. Il a participé à la Coupe du Monde U-20 2013 en Turquie et à la Coupe d'Afrique des nations junior 2013 en Algérie.

## Palmarès
Al Ahli Tripoli
- Championnat de Libye
  - Champion en 2016

 US Monastir
- Coupe de Tunisie
  - Vainqueur en 2020
- Ligue 1 Professionnelle
  - Vice-champion en 2024-2025